# Oskar Hoffmann (scriitor)
Oskar Hoffmann (n. 29 octombrie 1866, Gotha, Saxa-Coburg și Gotha – d. 1928, Wiesbaden, Republica de la Weimar) a fost un scriitor german de literatură științifico-fantastică și popularizator al științei.

## Biografie
Viața lui Oskar Hoffmann este foarte puțin cunoscută și există o îndoială cu privire la data morții sale. Scriitorul german s-a născut în Gotha pe 29 octombrie 1866 și și-a petrecut tinerețea în orașul Halle din landul Saxonia-Anhalt. În anii tinereții sale a lucrat ca voluntar într-o bibliotecă, fiind un astronom amator și autodidact. El a început să scrie romane de anticipație din 1900. În Almanach Kürschner de la littérature allemande (Kürschners Deutscher Literaturkalender) se menționează că Hoffmann a locuit la Dresda în 1907 și apoi la Hamburg din 1922. A contribuit, de asemenea, la reviste științifice cu articole de popularizare adresate tinerilor. Oskar Hoffmann se numără, alături de Kurd Lasswitz, printre primii autori germani de literatură științifico-fantastică în sensul modern al termenului.

## Lucrări (selecție)

### Popularizarea științei
- Erfindungen und Entdeckungen auf allen Gebieten der Wissenschaft und Technik. Radebeul und Leipzig: F. E. Bilz, s. d., 1900
- Das illustrierte Buch der Technik. Berlin: Neuer Allgemeiner Verlag, o. J., 1912
- Universum des Himmels, der Erde und des Menschen, 1925
- Kosmologie oder die Lehre vom Weltall s. d.

### Romane de anticipație
- Mac Milfords Reisen im Universum. Von der Terra zur Luna oder Unter den Seleniten. Papiermühle: A. Weller & Co, 1902
- Die Eroberung der Luft. Kulturroman vom Jahre 1940. Berlin und Leipzig: Hermann Seemann Nachf., s. d., 1902
- Unter Marsmenschen. Erzählung. Breslau: Schlesische Verlags-Anstalt v. S. Schottlander, 1905
- Der Goldtrust. Internationaler Finanzroman. Berlin und Leipzig: Hermann Seemann Nachf., s. d., 1907
- Bezwinger der Natur. Phantasieroman. Berlin und Leipzig: Hermann Seemann Nachf., s. d., 1908
- Die vierte Dimension. Phantasieroman. Berlin und Leipzig: Hermann Seemann Nachf., s. d., 1909
- Fred W. Hamilton [pseudonim]: Ypsilons Gefrorene Elektrizität. Der Roman einer phantastischen Erfindung. Berlin: Dr. Potthoff & Co., 1911

### Paternitate literară presupusă
Colecționarul și criticul german Heinz J. Galle susține că o serie de indicii literare și istorice sugerează că Oskar Hoffmann este unul dintre cei doi autori ai unui roman popular care a avut un mare succes în Germania înainte de Primul Război Mondial, Der Luftpirat und sein lenkbares Luftschiff (Piratul aerului și dirijabilul lui), din care au apărut 165 de numere între 1908 și 1912. Această paternitate este contestată totuși de enciclopedistul specializat Klaus Geus în Lexikon der deutschen Science Fiction & Fantasy 1870-1918.